# Jonathan Malo
Jonathan Joseph Malo (né le 29 septembre 1983 à Saint-Roch-de-l'Achigan, Québec, Canada) est un joueur de baseball professionnel qui a joué dans l'organisation des Mets de New York de 2005 à 2011. Depuis 2015, il est propriétaire du centre de perfectionnement Baseball 360.

## Carrière

### Collégiale et professionnelle
Jonathan Malo s'aligne de 2001 à 2003 avec les Associés de Laval de la Ligue de Baseball Junior Élite du Québec et remporte le championnat des coups de circuit et le titre de joueur offensif par excellence de la ligue en 2002 avec une saison de 28 circuits, 115 points produits, 44 buts volés et une moyenne au bâton de ,390.
Malo étudie au Collège Montmorency de Laval lorsqu'il est repêché par les Mets de New York des Ligues majeures de baseball au 40e tour de sélection en 2002. Il repousse l'offre et joue au baseball au Miami Dade College à Miami, en Floride, puis complète ses études au Northeastern Oklahoma A&M College de Miami (Oklahoma). Il signe un contrat avec les Mets après que ceux-ci l'aient repêché une seconde fois. Ils en font leur choix de 48e ronde en 2003.
Polyvalent joueur de champ intérieur, Malo joue à l'arrêt-court, au deuxième but et au troisième but avec les clubs-écoles des Mets de New York en ligues mineures de 2005 à 2011, atteigant le niveau AAA en jouant pour les Bisons de Buffalo. Dans l'organisation des Mets, il évolue pour les Cyclones de Brooklyn (niveau A- dans la New York - Penn League) en 2005 et 2006, les Mets de St. Lucie (niveau A+ dans la Florida State League) de 2005 à 2007, les Mets de Binghamton (niveau Double-A dans l'Eastern League) de 2008 à 2010, puis les Bisons de la Ligue internationale de 2009 à 2011. En 7 saisons dans les rangs mineurs dans l'organisation des Mets de New York, Jonathan Malo compte 436 coups sûrs, 26 coups de circuit, 195 points produits, 264 points marqués et une moyenne au bâton de ,247 en 639 parties jouées.

### Internationale
Jonathan Malo remporte avec le Canada deux médailles de bronze aux Coupe du monde de baseball de 2009 et 2011.
En 2011, il remporte la médaille d'or en baseball avec l'équipe du Canada aux Jeux panaméricains à Guadalajara au Mexique, puis la médaille d'argent aux jeux de Lima en 2019.  
Fin 2012, Malo fait partie de l'équipe du Canada de baseball qui se qualifie pour la Classique mondiale de baseball 2013. Il participe à la Classique en 2013, puis en 2017.

### Baseball indépendant
Il quitte l'organisation des Mets et le baseball affilié après la saison 2011 et évolue depuis 2012 dans la Ligue Can-Am, une ligue de baseball indépendant, avec les Capitales de Québec. À sa première saison, il claque 12 circuits, produit 63 points et maintient une moyenne au bâton de ,288 en 95 parties. Malo claque un circuit de deux points dans la victoire finale des Capitales sur les Jackals du New Jersey, aidant le club de Québec à remporter les grands honneurs dans la Ligue Can-Am en 2012. Il poursuit sa carrière avec les Capitales jusqu'en 2019. En 2018 et 2019, il s'aligne également avec les Brewers de Montréal dans la Ligue de Baseball Majeur du Québec (LBMQ).